# Елов дол (Софийска област)
 За другото българско село вижте Еловдол (Област Перник).  
Елов дол е село в Западна България. То се намира в Община Ботевград, Софийска област. Селото е разположено на 2 km в североизточна посока от село Липница и на 87 km от столицата София. От края на XVII век до 1979 г. е негова махала, а след това е обособено като самостоятелно село.

## География
Село Елов дол се намира в планински район. То е разположено на хълмиста местност на границата с Област Враца. Съставено е от много малки махали с групирани в тях по няколко къщи. Пътната мрежа се състои предимно от черни пътища, свързващи махалите помежду им. Единствено асфалтирани пътища водят към с. Липница и с. Боженица.

### Население
| Елов дол                                     | Елов дол | Елов дол | Елов дол | Елов дол | Елов дол | Елов дол | Елов дол | Елов дол | Елов дол | Елов дол | Елов дол | Елов дол |
| -------------------------------------------- | -------- | -------- | -------- | -------- | -------- | -------- | -------- | -------- | -------- | -------- | -------- | -------- |
| Година                                       | 1956     | 1965     | 1975     | 1985     | 1992     | 2001     | 2011     | 2021     |          |          |          |          |
| Население                                    | 449      | 309      | 173      | 129      | 112      | 73       | 44       | 20       |          |          |          |          |
| Източници: Национален статистически институт |          |          |          |          |          |          |          |          |          |          |          |          |

## История
Първите жители по тези земи са траките, за което говорят многото могили в местностите: Дъбравата, Говедарника, Могилите и Арбите.
Образуват се махалите в селото: Стаменовци, Кривошиите и Шейтаните, които водят родоначалието си от хора дошли от с. Скравена, махала Петровци от с. Осиковица, махала Гарване и Томовцо от с. Новачене, махала Космаренето от с. Лик, Врачанско, махала Вирийте, Грънчарите и Шопска от с. Осеновлак, Софийско, махала Пановци и Пауновци от Макоцево, Софийско, махала Кьорколовци от Угоя и махала Недельовци от Правец. Като основен поминък се развива скотовъдството. След Освобождението на България от селото се изселват около петнадесет семейства в Бяла Слатина, Червен бряг и Три кладенци.
През XX век се основава първото училище в махала Петровци, което от 1920 г. до 1960 г. обучава деца до четвърти клас. То се намира в сградата на сегащното кметство на селото. През март 1920 г. в Елов дол е направена и работи единствената по рода си в Ботевградска околия печатница под името „Самоук“. По инициатива на няколко младежи на 6 март 1923 г. е образувано читалище „Пробуда“ и са закупени книги за библиотеката. Организират се сказки и театрални представления. В селището през XX век има изградени кооперации за съвместна работа и търговия, която е предназначена за снабдяване на населението със стоки. По стопански начин е построена сградата на магазина. В периода 1953 – 1955 г. селището е благоустроено и хигиенизирано. При масовото коопериране на земята, населението на Елов дол влиза в ТКЗС с център село Липница. За улеснение на живеещите в селото през този период е построен кооперативен дом. През 1971 – 1972 г. се работи по водоснабдяването на селището. Развитието на индустрията в Ботевград и Мездра води до значително изселване на младите хора. Към юли 2015 г. селото наброява 49 жители.
Основният поминък е животновъдството, а по-късно и отглеждане на овощни градини – предимно от сливи. Във всяка къща се отглеждат овце от дребна планинска порода, които се събират през пролетта. От него се приготвя домашно сирене за собствена консумация. Децата са помагали активно на семейството си в отглеждането на животните. Част от важните им задължения е била пашата на биволите. Биволарството е изключително силно застъпено, тъй като тези животни освен за изключителното прясно мляко, са използвани и за различни земеделски и други нужди на семействата.

## Редовни събития
Всяка година на 2 юни се провежда събор.